# Joaquín Pereyra
Joaquín Nicolás Pereyra (Paraná, 1º dicembre 1998) è un calciatore argentino, centrocampista del Minnesota Utd.

## Carriera
Ha esordito nella massima serie del campionato argentino con il Rosario Central, precisamente il 28 febbraio 2016 nella partita esterna vinta per 3-0 contro il Colón (SF), entrando il campo all'80' al posto di Walter Montoya. Il 15 maggio seguente gioca la prima partita da titolare, nel pareggio per 1-1 contro il Quilmes. Chiude la stagione con 3 presenze all'attivo in campionato.

## Palmarès

### Club

#### Competizioni nazionali
- Copa Argentina: 1

Rosario Central: 2017-2018